# Citlallicue
Citlallicue es el nombre de una divinidad mexica (del náhuatl: Sitlallikweh ‘la falda de estrellas’‘sitlalli, estrella; i-, su; kweitl, falda’). Las variantes que aparecen en los documentos son debido a como los cronistas escribieron "estrella"; Sitlalinikweh (sitlalin), Sitlalikweh (con "ele" no geminada: sitlal-in), y otra forma poseída Sitlalkweyeh (sitlalkwe-itl + -eh). 
En la mitología mexica es la diosa creadora de las estrellas y de varios dioses, siendo la diosa de la Vía Láctea. Algunas referencias describen a Citlaltonac (del náhuatl: Sitlaltonak ‘estrella brillante’‘sitlalli, estrella; tonak, brillante’) como el marido de Citlallicue, y también creador de las estrellas. Otras aseguran que Citlaltonac es simplemente otro nombre de la misma diosa. A veces se considera a Mixcóatl, también patrono de la Vía Láctea como esposo de Citlallicue; Ilamateuctli (‘Señor Anciana’) podría ser otro de los nombres de Citlallicue.